# アラン・ブロドリック (第2代ミドルトン子爵)

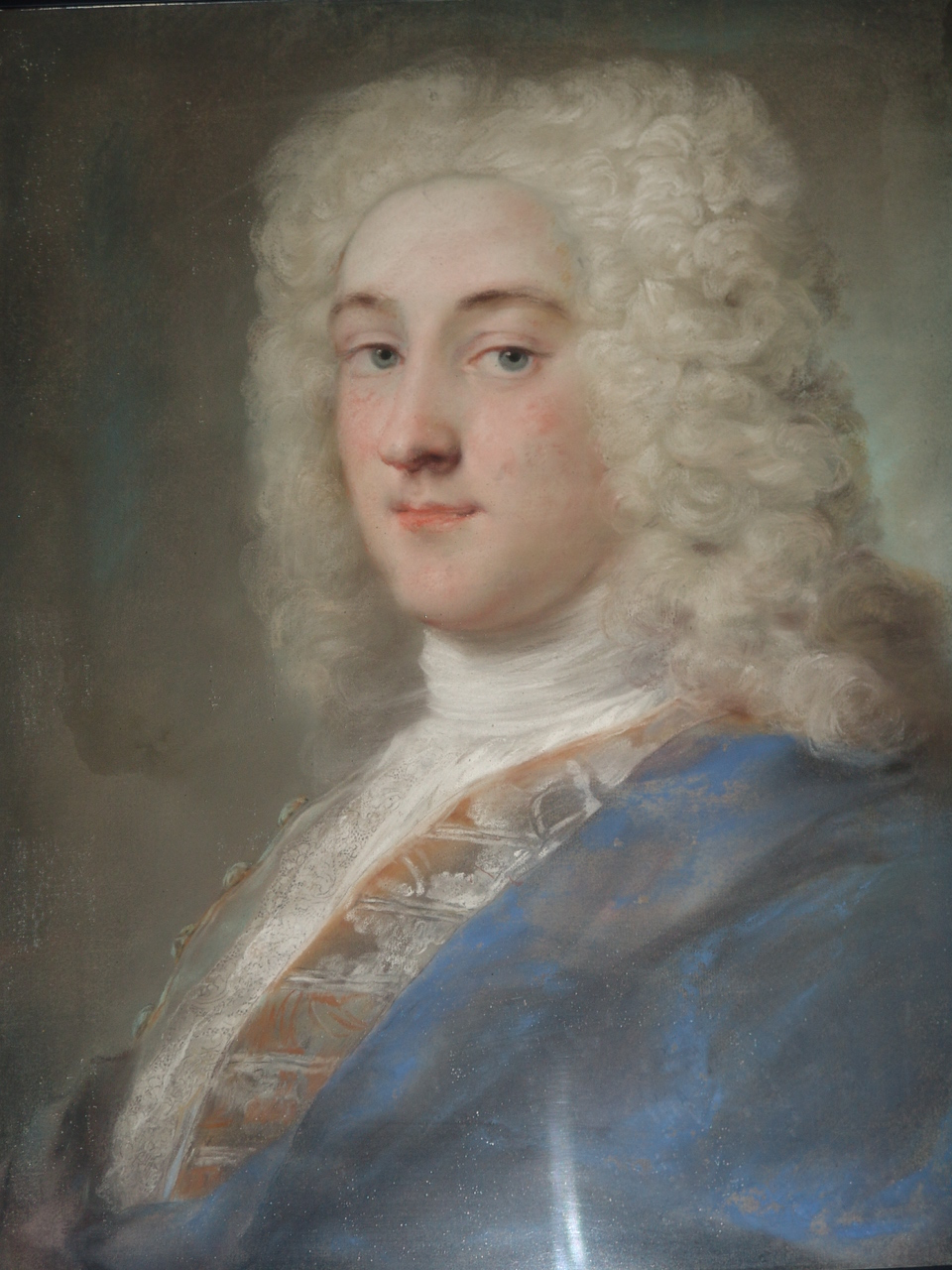
第2代ミドルトン子爵

第2代ミドルトン子爵アラン・ブロドリック（英語: Alan Brodrick, 2nd Viscount Midleton、1702年1月31日洗礼 – 1747年6月8日）は、アイルランド貴族。

## 生涯
初代ミドルトン子爵アラン・ブロドリックと2人目の妻アリス（Alice、旧姓コートソープ（Courthope）、1703年6月30日埋葬、サー・ピーター・コートソープの娘）の息子としてダブリンで生まれ、1702年1月31日に同地のセント・マイカン教会で洗礼を受けた。1718年2月19日、ケンブリッジ大学クレア・カレッジに入学した。1721年11月1日、ミドル・テンプルに入学した。
1727年から1730年までにイングランド関税官（Commissioner of the Customs）の1人を務め、1730年8月に陸軍監査官（Comptroller of the Army）の1人に任命された。
1728年2月29日に異母兄セントジョンが、同年8月に父が死去すると、ミドルトン子爵位を継承した。1730年10月に伯父トマスが死去すると、コーク県のミドルトンとロンドンのワンズワースでの領地を継承した。1733年11月26日、アイルランド貴族院議員に就任した。
1747年6月8日に死去、13日にワンズワースで埋葬された。息子ジョージが爵位を継承した。

## 家族
1729年5月7日、メアリー・カペル（Mary Capell、1700年10月19日洗礼 – 1756年5月3日、第2代エセックス伯爵アルジャーノン・カペルの娘）と結婚、2男をもうけた。
- ジョージ（英語版）（1730年10月3日 – 1765年8月22日） - 第3代ミドルトン子爵[1]
- コートソープ（Courthope、1733年9月1日埋葬） - 早世[3]